# موسی سیسوکو
موسی سیسوکو (فرانسوی: Moussa Sissoko‎؛ زاده ۱۶ اوت ۱۹۸۹) یک بازیکن فوتبال اهل فرانسه است.